# Strontiumkarbonat
Strontiumkarbonat är ett salt som förekommer i naturen i form av mineralet strontianit.

## Egenskaper
Strontiumkarbonat är ett vitt pulver utan lukt eller smak. Det är svagt basiskt och reagerar därför med syror, men är för övrigt stabilt. Det är i praktiken olösligt i vatten, men lösligheten ökar om vattnet är mättat med koldioxid till omkring 0,1 %.

## Förekomst och framställning
Det naturligt förekommande strontiumkarbonatet, i form av mineralet strontianit, är en vit, grön- eller gulaktig substans med glasglans. Det är skört, med hårdhet enligt Mohs på 3,5 och specifik vikt på 3,6 – 3,8. Kristallformen är rombisk liksom hos aragonit och kristallerna är ofta nålformade eller strängliknande.
Syntetiskt tillverkas strontiumkarbonat särskilt av celestin (strontiumsulfat) genom smältning med natriumkarbonat och urlakning av det bildade natriumsulfatet. Det är ett mycket fint, vitt pulver.

## Användning
Strontiumkarbonat används för tillverkning av strontiumoxid och strontiumsalter samt vid utvinning av socker ur melass. Den vanligaste användningen är som billigt färgämne i fyrverkeripjäser.
Det har också en utbredd användning inom keramisk tillverkning som ingrediens i glasyrer.